# Прховець
46°26′ пн. ш. 16°17′ сх. д. / 46.43° пн. ш. 16.28° сх. д.
Прховець (хорв. Prhovec) — населений пункт у Хорватії, в Меджимурській жупанії у складі громади Горній Михалєвець.

## Населення
Населення за даними перепису 2011 року становило 138 осіб.
Динаміка чисельності населення поселення:

## Клімат
Середня річна температура становить 9,94 °C, середня максимальна – 24,06 °C, а середня мінімальна – -6,53 °C. Середня річна кількість опадів – 865 мм.
| Клімат поселення                              | Клімат поселення | Клімат поселення | Клімат поселення | Клімат поселення | Клімат поселення | Клімат поселення | Клімат поселення | Клімат поселення | Клімат поселення | Клімат поселення | Клімат поселення | Клімат поселення | Клімат поселення |
| Показник                                      | Січ.             | Лют.             | Бер.             | Квіт.            | Трав.            | Черв.            | Лип.             | Серп.            | Вер.             | Жовт.            | Лист.            | Груд.            |                  |
| Середній максимум, °C                         | 5,22             | 7,23             | 11,69            | 15,93            | 21,01            | 24,06            | 23,84            | 23,27            | 19,26            | 14,04            | 8,39             | 4,37             |                  |
| Середня температура, °C                       | −0,65            | 1,36             | 5,83             | 10,05            | 15,14            | 18,17            | 19,87            | 19,32            | 15,30            | 10,09            | 4,42             | 0,42             |                  |
| Середній мінімум, °C                          | −6,53            | −4,52            | −0,08            | 4,20             | 9,27             | 12,30            | 15,92            | 15,38            | 11,37            | 6,10             | 0,49             | −3,56            |                  |
| Норма опадів, мм                              | 40               | 44               | 58               | 68               | 75               | 99               | 93               | 91               | 82               | 79               | 78               | 58               |                  |
| Середньомісячна швидкість вітру, м/с          | 1.88             | 2.10             | 2.50             | 2.50             | 2.32             | 2.10             | 2.00             | 1.80             | 1.80             | 1.82             | 1.95             | 1.94             |                  |
| Середньомісячна сонячна радіація, кДж/м²·день | 4021             | 6769             | 10509            | 14886            | 18908            | 20782            | 21366            | 18576            | 13791            | 8590             | 4484             | 3230             |                  |
| --------------------------------------------- | ---------------- | ---------------- | ---------------- | ---------------- | ---------------- | ---------------- | ---------------- | ---------------- | ---------------- | ---------------- | ---------------- | ---------------- | ---------------- |
| Джерело:                                      |                  |                  |                  |                  |                  |                  |                  |                  |                  |                  |                  |                  |                  |